# Hige o Soru. Soshite Joshi Kōsei o Hirou.
Hige o Soru. Soshite Joshi Kōsei o Hirou. (ひげを剃る。そして女子高生を拾う。 dịch "Cạo cái râu. Rồi nhặt nữ sinh cao trung."), hay gọi tắt là Higehiro (ひげひろ), là một light novel hài lãng mạn Nhật Bản sáng tác bởi Shimesaba, ban đầu ra mắt như một tiểu thuyết mạng dài kỳ trên website Kakuyomu của Tập đoàn Kadokawa từ tháng 3 năm 2017. Tiểu thuyết sau đó được phát hành thành năm tập bunkobon từ ngày 1 tháng 2 năm 2018 đến ngày 1 tháng 6 năm 2021 dưới ấn hiệu Kadokawa Sneaker Bunko của nhà xuất bản Kadokawa Shoten, với phần minh họa của Booota. Câu chuyện xoay quanh quá trình chung sống giữa một người đàn ông độc thân và một nữ sinh cao trung đang bỏ nhà đi.
Một manga chuyển thể do Adachi Imaru minh họa bắt đầu đăng trên tạp chí Monthly Shōnen Ace của Kadokawa Shoten từ số tháng 1 năm 2019 đến số tháng 3 năm 2025, đến nay đã phát hành được mười ba tập tankōbon. Tác phẩm còn được chuyển thể thành anime truyền hình bởi Project No.9, do Kamikita Manabu đạo diễn, bắt đầu lên sóng tại Nhật Bản từ tháng 4 năm 2021. Muse Communication được cấp phép phát trực tuyến trên nền tảng YouTube tại Đông Nam Á và Nam Á, dưới nhan đề tiếng Việt tại Việt Nam là "Cạo râu xong, tôi nhặt gái về nhà".
Tác phẩm đứng ở vị trí thứ 4 trong bảng xếp hạng light novel mới năm 2018 của BookWalker do độc giả bình chọn, và là light novel được yêu thích thứ tư theo bảng xếp hạng Kono Light Novel ga Sugoi! năm 2019.

## Cốt truyện
Câu chuyện mở đầu với Yoshida, một nam lập trình viên 26 tuổi, đang thất tình vì bị từ chối tình cảm mà anh luôn ấp ủ suốt 5 năm với đồng nghiệp. Chán nản và say xỉn, trên đường về Yoshida bắt gặp Sayu, một nữ sinh cao trung lang thang, đang ngồi cạnh cột điện của phố nhà mình. Sayu đã bỏ nhà đi suốt 6 tháng và chọn cách làm tình với nhiều người đàn ông khác nhau để được tá túc ở nhà họ. Thoạt đầu Sayu đề nghị Yoshida cho cô qua đêm đổi lại việc cô để anh làm tình với mình, nhưng Yoshida chỉ đồng ý chứa chấp cô mà không cần điều kiện trao đổi đó. Sau khi hỏi rõ về xuất thân và hoàn cảnh của Sayu, Yoshida quyết định để cô cùng sống trong nhà mình cho đến khi cô tìm ra được giá trị sống của bản thân và trở nên trưởng thành hơn.

## Nhân vật
Yoshida (吉田)
Lồng tiếng bởi: Okitsu Kazuyuki
Nam chính, không rõ tên riêng. Một lập trình viên 26 tuổi, độc thân. Khá điển trai, nhưng quan trọng phẩm chất cá nhân và công việc hơn hết. Thầm yêu Gotō, nhưng tỏ tình thất bại, và sau đó gặp được Sayu trong đêm định mệnh nọ. Anh có mang lòng yêu thương Sayu sau quá trình chung sống, nhưng cố gắng kềm chế và đợi chờ cô.
Ogiwara Sayu (荻原 沙優)
Lồng tiếng bởi: Ichinose Kana
Nữ chính. Một nữ sinh cao trung từ Asahikawa, Hokkaido bỏ nhà đến Tokyo. Tốt tính, hiền lành, có đôi chút nhẹ dạ, và khờ khạo, mặc dù đã từng qua lại với nhiều người nam khác để tá túc trước khi gặp được Yoshida. Sau khi thấy được con người của Yoshida, cô đem lòng yêu anh ấy, nhưng cũng ráng chờ đến khi tốt nghiệp mới trở về cùng anh.
Gotō Airi (後藤 愛依梨)
Lồng tiếng bởi: Kanemoto Hisako
Tiền bối trong công ty của Yoshida, người mà anh đã thích trong 5 năm nhưng vừa từ chối anh. Tuy chính chắn và chững chạc bề ngoài, nhưng cá nhân cô cũng rất do dự và thiếu quyết đoán, từ chối Yoshida chỉ vì không thể quyết định nhanh. Cô biết Sayu đang tá túc nhà Yoshida, nhưng cũng không làm lớn chuyện, thậm chí còn hỗ trợ và giúp đỡ hai người.
Mishima Yuzuha (三島 柚葉)
Lồng tiếng bởi: Ishihara Kaori
Hậu bối trong công ty của Yoshida và có tình cảm với anh. Cô cứng đầu và hậu đậu, nhưng trung thực tới mức vô tư. Tuy đau lòng vì Yoshida không thể đáp ứng tình cảm của cô, nhưng cô cũng sẵn sàng nén lòng để ủng hộ anh.
Hashimoto (橋本)
Lồng tiếng bởi: Kobayashi Yūsuke
Đồng nghiệp nam trong công ty của Yoshida mà anh hay cùng trò chuyện.
Yūki Asami (結城 あさみ)
Lồng tiếng bởi: Kawaida Natsumi
Nữ sinh cao trung cùng làm thêm với Sayu trong cửa hàng tiện lợi. Con nhà quyền quý, cha là chính trị gia, mẹ là luật sư, nhưng cô rất giản dị hoà đồng. Từng bảo vệ Sayu, tát Kyōya sau khi y thất lễ. Truyện có nhiều chi tiết cho thấy cô tốt nghiệp trường luật ở phần cuối.
Kanda Aoi (神田 蒼)
Tiền bối thời cao trung của Yoshida và cũng là bạn gái đầu tiên của anh. Cô sau đó trở thành đồng nghiệp với anh. Cô và Yoshida có quan hệ thể xác trước hôn nhân, và việc cô bỗng dưng biến mất đã trở thành một dấu ấn không tốt với Yoshida.

Nhân vật này không xuất hiện trong anime (chỉ được thấy trong một bức ảnh kỉ niệm).
Yaguchi Kyōya (矢口 恭弥)
Lồng tiếng bởi: Ōsaka Ryōta
Một thanh niên đào hoa từng làm tình với Sayu và cho ở nhờ, nhưng sau đó đã đuổi cô đi. Gặp lại khi cùng làm thêm tại cửa hàng tiện lợi, cậu bám theo và lại định ép Sayu quan hệ nhưng đã bị Yoshida kịp thời ngăn chặn. Sau cùng bị Asami cảnh cáo với một cái tát và bắt cậu xin lỗi Sayu, đồng thời không được quấy rối cô cũng như không lợi dụng quá khứ nữa.
Ogiwara Issa (荻原 一颯)
Lồng tiếng bởi: Toriumi Kōsuke
Anh trai của Sayu. Tuy là con trai độc nhất của gia tộc, nhưng anh bất lực với mẹ mình, và càng không biết phải bảo vệ em gái mình như thế nào. Mẫu hình tiêu biểu của một người bị giằng xé giữa trách nhiệm gia đình, xã hội, và quan điểm cá nhân.
Masaka Yūko (真坂 結子)
Lồng tiếng bởi: Iwami Manaka
Bạn cùng lớp đã mất của Sayu. Cô tự tuyệt mệnh sau khi bị bắt nạt vì bị ghen tị bởi đám nữ sinh cùng lớp với cô và Sayu. Cái chết của cô khiến cho Sayu bất nhẫn và bỏ nhà, và nhà trường chỉ có thể xây một hàng rào bảo vệ qua loa sau khi cô tuyệt mệnh.
Mẹ của Sayu (沙優の母 Sayu no haha)
Lồng tiếng bởi: Yuzuki Ryoka
Người mẹ của Sayu và Issa. Bà oán hận Sayu vì bà tưởng sinh ra cô sẽ níu giữ chồng bà, nhưng cuối cùng ông ấy cũng ly hôn. Bà trút giận lên Sayu, còn hỏi liệu phải Sayu gây ra cái chết của Yuko, khiến Sayu bỏ nhà. Cả Sayu lẫn Issa chỉ kính hiếu bà theo lễ, nhưng cảm tình không hề có một chút nào.

## Phương tiện truyền thông

### Light novel
Hige o soru. Soshite joshi kōsei o hirou. vốn là một tiểu thuyết mạng do Shimesaba sáng tác, với chương đầu tiên được đăng trên trang web Kakuyomu có nội dung do người dùng tạo, điều hành bởi Tập đoàn Kadokawa, vào ngày 8 tháng 3 năm 2017. Ban đầu tiểu thuyết có tên Sori-nokoshita hige, arui wa, joshi kōsei no seifuku (剃り残した髭、あるいは、女子高生の制服 n.đ. Râu cạo còn sót lại, hay là, đồng phục của nữ sinh cao trung), đến khi được ấn hành ở khổ bunko bởi nhà xuất bản Kadokawa Shoten thì đổi thành nhan đề hiện tại. Light novel có sự minh họa của Booota và phát hành dưới ấn hiệu Kadokawa Sneaker Bunko, với tập đầu tiên ra mắt ngày 1 tháng 2 năm 2018; và tập cuối cùng phát hành ngày 1 tháng 6 năm 2021.
| # | Ngày phát hành tiếng Nhật | ISBN tiếng Nhật   |
| - | ------------------------- | ----------------- |
| 1 | 1 tháng 2, 2018           | 978-4-04-106475-7 |
| 2 | 1 tháng 6, 2018           | 978-4-04-107084-0 |
| 3 | 1 tháng 1, 2019           | 978-4-04-107085-7 |
| 4 | 1 tháng 8, 2020           | 978-4-04-108260-7 |
| 5 | 1 tháng 6, 2021           | 978-4-04-108262-1 |

### Manga
Một chuyển thể manga do Adachi Imaru minh họa đã bắt đầu đăng từ số tháng 1 năm 2019, phát hành ngày 26 tháng 11 năm 2018 của Tuần san Shōnen Ace, cũng do Kadokawa Shoten ấn hành, và kết thúc ở số ra tháng 3 năm 2025, phát hành ngày 24 tháng 1 năm 2025. Các chương truyện được biên tập thành mười ba tankōbon, phát hành từ tháng 5 năm 2019 đến tháng 3 năm 2025.
| #  | Ngày phát hành tiếng Nhật | ISBN tiếng Nhật   |
| -- | ------------------------- | ----------------- |
| 1  | 25 tháng 5, 2019          | 978-4-04-108351-2 |
| 2  | 26 tháng 10, 2019         | 978-4-04-108857-9 |
| 3  | 26 tháng 5, 2020          | 978-4-04-109452-5 |
| 4  | 26 tháng 11, 2020         | 978-4-04-109453-2 |
| 5  | 26 tháng 3, 2021          | 978-4-04-111204-5 |
| 6  | 26 tháng 8, 2021          | 978-4-04-111707-1 |
| 7  | 25 tháng 2, 2022          | 978-4-04-111708-8 |
| 8  | 26 tháng 7, 2022          | 978-4-04-112721-6 |
| 9  | 26 tháng 12, 2022         | 978-4-04-113268-5 |
| 10 | 26 tháng 6, 2023          | 978-4-04-113828-1 |
| 11 | 26 tháng 2, 2024          | 978-4-04-114553-1 |
| 12 | 25 tháng 10, 2024         | 978-4-04-115179-2 |
| 13 | 24 tháng 3, 2025          | 978-4-04-115821-0 |

### Anime
Ngày 26 tháng 12 năm 2019, Kadokawa Sneaker Bunko ra thông báo về một chuyển thể anime của tác phẩm. Bản chuyển thể sau đó được xác nhận là một xê-ri phim truyền hình dài tập do Dream Shift sản xuất, xưởng phim Project No.9 diễn hoạt và Kamikita Manabu đạo diễn, với phần kịch bản do Akao Deko phụ trách cùng các thiết kế nhân vật của Noguchi Takayuki. Kikuya Tomoki đảm nhận soạn nhạc cho anime. Bộ phim lên sóng từ ngày 5 tháng 4 năm 2021 trên các kênh AT-X, Tokyo MX và BS11. Dialogue+ thể hiện nhạc phẩm mở đầu phim nhan đề "Omoide shiritori" (おもいでしりとり), còn Ishihara Kaori trình bày ca khúc kết phim "Plastic Smile". Crunchyroll cấp phép phát sóng bộ phim bên ngoài khu vực Đông Nam Á. Muse Communication cấp phép phim tại Đông Nam Á và Nam Á, trong đó kênh YouTube Muse Việt Nam trực thuộc Muse Communication phát hành trực tuyến bộ Anime với phụ đề Tiếng Việt dưới nhan đề Cạo râu xong, tôi nhặt gái về nhà.

#### Danh sách tập phim
| TT. | Tiêu đề                                                                                            | Đạo diễn        | Biên kịch       | Ngày phát hành gốc  |
| --- | -------------------------------------------------------------------------------------------------- | --------------- | --------------- | ------------------- |
| 1   | "Denchū no shita no joshi kōsei" Chuyển ngữ: "Nữ sinh cao trung dưới cột đèn" (電柱の下の女子高生) | Morita Geisei   | Akao Deko       | 5 tháng 4 năm 2021  |
| 2   | "Keitai" Chuyển ngữ: "Điện thoại di động" (携帯)                                                   | Kubo Tarō       | Akao Deko       | 12 tháng 4 năm 2021 |
| 3   | "Kyōdō seikatsu" Chuyển ngữ: "Sống chung" (共同生活)                                               | Kuramoto Hodaka | Akao Deko       | 19 tháng 4 năm 2021 |
| 4   | "Baito" Chuyển ngữ: "Làm thêm" (バイト)                                                            | Katō Akira      | Kaneko Yūsuke   | 25 tháng 4 năm 2021 |
| 5   | "Genjitsu" Chuyển ngữ: "Sự thật" (現実)                                                            | Kobayashi Aya   | Kaneko Yūsuke   | 3 tháng 5 năm 2021  |
| 6   | "Hoshizora" Chuyển ngữ: "Bầu trời sao" (星空)                                                      | Horiuchi Yūya   | Sugisawa Satoru | 10 tháng 5 năm 2021 |
| 7   | "Renbo" Chuyển ngữ: "Tương tư" (恋慕)                                                              | Kubo Tarō       | Akao Deko       | 17 tháng 5 năm 2021 |
| 8   | "Natsumatsuri" Chuyển ngữ: "Lễ hội mùa hè" (夏祭り)                                                | Kuramoto Hodaka | Akao Deko       | 24 tháng 5 năm 2021 |
| 9   | "Kako" Chuyển ngữ: "Quá khứ" (過去)                                                                | Katō Akira      | Yūsuke          | 31 tháng 5 năm 2021 |
| 10  | "Shōmei" Chuyển ngữ: "Bằng chứng" (証明)                                                           | Kobayashi Aya   | Kaneko Yūsuke   | 7 tháng 6 năm 2021  |
| 11  | "Kakugo" Chuyển ngữ: "Quyết tâm" (覚悟)                                                            | Ōishi Yasuyuki  | Akao Deko       | 14 tháng 4 năm 2021 |
| 12  | "Hahaoya" Chuyển ngữ: "Người mẹ" (母親)                                                            | Morita Geisei   | Akao Deko       | 21 tháng 6 năm 2021 |
| 13  | "Mirai" Chuyển ngữ: "Tương lai" (未来)                                                             | Kamikita Manabu | Akao Deko       | 28 tháng 6 năm 2021 |

## Đón nhận
Trong cuộc "Tổng tuyển cử light novel mới" (新作ラノベ総選挙 Shinsaku Ranobe Sō Senkyo) năm 2018 do BookWalker—một dịch vụ cung cấp manga và light novel dưới dạng nội dung kỹ thuật số của Tập đoàn Kadokawa—tổ chức, Hige o soru. Soshite joshi kōsei o hirou. đã được độc giả bình chọn xếp hạng #4. Ấn bản 2019 của Kono Light Novel ga Sugoi! do Takarajimasha phát hành đã đặt tiểu thuyết này ở vị trí thứ tư trong tốp 10 light novel được yêu thích nhất của năm trước đó. Tiểu thuyết đã bán được tổng cộng hơn 400.000 bản, bao gồm định dạng kỹ thuật số.
Nhà văn Enomoto Atsushi nhận xét "mối quan hệ dịu dàng [trong tác phẩm] mang lại sự ấm áp" trái ngược với nhan đề có thể gây gợi tưởng về yếu tố khiêu dâm. Enomoto nhấn mạnh đến mối quan hệ "cộng sinh" (kyoudou seikatsu) giữa Yoshida và Sayu, bao gồm việc tạo lập gia đình giả, so sánh nó với một xu hướng đặc thù của xã hội Nhật Bản hiện đại. Nhà phê bình Iida Ichishi tập trung vào lời mời trở thành "đối tác sống qua ngày" mà Yoshida dành cho Sayu, ông nói nói như thể tác giả và độc giả có một khao khát sâu xa hơn về khả năng giao thiệp vui vẻ với người khác giới.